# Ancede
Ancede ist ein Ort und eine ehemalige Gemeinde im Norden Portugals.
Ancede gehört zum Kreis Baião im Distrikt Porto. Die Gemeinde hatte eine Fläche von 12,6 km² und 2511 Einwohner (Stand 30. Juni 2011).
Am 29. September 2013 wurden die Gemeinden Ancede und Ribadouro zur neuen Gemeinde União das Freguesias de Ancede e Ribadouro zusammengefasst. Ancede ist Sitz dieser neu gebildeten Gemeinde.